# 슈바르츠실트 해 유도
일반 상대성 이론에서, 슈바르츠실트 해는 중력장 방정식의 한 해로, 거대하고 회전하지 않는 구형 대칭 물체의 영향을 받는 시공간을 설명한다. 이 해는 중력장 방정식에 대한 가장 단순하고 가장 유용한 해 중 하나로 여겨진다. 독일 물리학자 카를 슈바르츠실트가 1916년 1월에 발표하였다.

## 가정 및 표기법
각각 1에서 4로 아래 첨자가 지정된 {\displaystyle \left(r,\theta ,\phi ,t\right)} 좌표를 쓰는 좌표 조각에서 가장 일반적인 형태(각각 매끄러운 4 변수 함수인 10개의 독립적인 성분)의 계량으로 시작하자. 해는 구형 대칭을 가지고 정적인 진공으로 가정된다. 이 문서의 목적을 위해 이러한 가정은 다음과 같이 명시될 수 있다(정확한 정의는 관련 링크 참조).
1. 구형 대칭 시공간은 회전과 반사에 대해 변하지 않는 시공간이다.
2. 정적 시공간은 모든 계량 성분이 시각 좌표 {\displaystyle t}와 독립적인 시공간이다.(즉, {\displaystyle {\tfrac {\partial }{\partial t}}g_{\mu \nu }=0} ) 그리고, 시공간의 기하학은 시각 반전 {\displaystyle t\rightarrow -t}에 대해 변경되지 않는다.  .
3. 진공 해는 방정식 {\displaystyle T_{ab}=0}을 만족하는 해이다. 우주 상수가 0인 중력장 방정식으로부터. 이는 축약 {\displaystyle R_{ab}-{\tfrac {R}{2}}g_{ab}=0}이 {\displaystyle R=0}이기 때문에 {\displaystyle R_{ab}=0}을 의미한다.
4. 여기에 사용된 계량 부호수은 {\displaystyle (+,+,+,-)}이다.

## 계량의 대각화
첫 번째 단순화는 계량을 대각화하는 것이다. 좌표 변환 {\displaystyle (r,\theta ,\phi ,t)\rightarrow (r,\theta ,\phi ,-t)}에 대해 모든 계량 성분은 동일하게 유지되어야 한다. 계량 성분 {\displaystyle g_{\mu 4}} ( {\displaystyle \mu \neq 4} )은 이 변환에서
{\displaystyle g_{\mu 4}'={\frac {\partial x^{\alpha }}{\partial x^{'\mu }}}{\frac {\partial x^{\beta }}{\partial x^{'4}}}g_{\alpha \beta }=-g_{\mu 4}} ( {\displaystyle \mu \neq 4} )
과 같이 변한다. 하지만, {\displaystyle g'_{\mu 4}=g_{\mu 4}}이 성립한다. (계량 성분은 동일하게 유지된다.) 이는
{\displaystyle g_{\mu 4}=\,0} ( {\displaystyle \mu \neq 4} )
을 의미한다. 마찬가지로 두 좌표 변환 {\displaystyle (r,\theta ,\phi ,t)\rightarrow (r,\theta ,-\phi ,t)}과  {\displaystyle (r,\theta ,\phi ,t)\rightarrow (r,-\theta ,\phi ,t)}로 부터.
{\displaystyle g_{\mu 3}=\,0} ( {\displaystyle \mu \neq 3} )
{\displaystyle g_{\mu 2}=\,0} ( {\displaystyle \mu \neq 2} )
를 얻는다. 이 모든 것을 합치면 다음이 성립한다:
{\displaystyle g_{\mu \nu }=\,0} ( {\displaystyle \mu \neq \nu } ).
따라서, 계량은 다음과 같은 형식이어야 한다:
{\displaystyle ds^{2}=\,g_{11}\,dr^{2}+g_{22}\,d\theta ^{2}+g_{33}\,d\phi ^{2}+g_{44}\,dt^{2}}
여기서 4개 계량 성분은 정적이라는 가정에 의해 시각 좌표 {\displaystyle t}와 독립적이다.

## 성분 단순화
{\displaystyle t}, {\displaystyle \theta }, {\displaystyle \phi }를 각각 상수로 두었을 때 (즉, 각 방사형 선에서) 이에 해당하는 각 초곡면에서, 구형 대칭 가정 때문에 {\displaystyle g_{11}}는 {\displaystyle r}에 대해서만 변한다. 따라서 {\displaystyle g_{11}}는 일변수 함수이다.
{\displaystyle g_{11}=A\left(r\right)}
{\displaystyle g_{44}}에 대해서도 비슷한 방법으로
{\displaystyle g_{44}=B\left(r\right)}
를 얻는다. {\displaystyle t}가 상수인 초곡면과 {\displaystyle r}이 상수인 초곡면에서, 계량은 2차원 구의 계량이어야 한다.
{\displaystyle dl^{2}=r_{0}^{2}(d\theta ^{2}+\sin ^{2}\theta \,d\phi ^{2})}
이러한 초곡면(반지름 {\displaystyle r_{0}}) 중 하나를 선택한다.  예를 들어, 이 초곡면으로 제한된 계량 성분(우리는 {\displaystyle {\tilde {g}}_{22}} 그리고 {\displaystyle {\tilde {g}}_{33}} )는 다음을 통한 회전에서 변경되지 않아야 한다. {\displaystyle \theta } 그리고 {\displaystyle \phi } (다시, 구형 대칭에 의해). 이 초곡면에서 계량의 형식을 비교하면 다음이 제공된다.
{\displaystyle {\tilde {g}}_{22}\left(d\theta ^{2}+{\frac {{\tilde {g}}_{33}}{{\tilde {g}}_{22}}}\,d\phi ^{2}\right)=r_{0}^{2}(d\theta ^{2}+\sin ^{2}\theta \,d\phi ^{2})}
즉시 다음 결과를 얻는다:
{\displaystyle {\tilde {g}}_{22}=r_{0}^{2}} 그리고 {\displaystyle {\tilde {g}}_{33}=r_{0}^{2}\sin ^{2}\theta }.
그러나 이것은 각 초곡면을 유지하는 데 필요하다. 그 후,
{\displaystyle g_{22}=\,r^{2}} 그리고 {\displaystyle g_{33}=\,r^{2}\sin ^{2}\theta }.
{\displaystyle g_{22}}와 {\displaystyle g_{33}}가 평탄한 시공간에서와 같아야함을 직관적으로 볼 수 있는 대안적인 길은, 탄성 물질을 구형 대칭으로 급격하게 늘리거나 압축해도 두 점 사이의 각도 거리가 변경되지 않는다는 점에 주목하는 것이다.
따라서 계량은 다음 형식으로 놓을 수 있다.
{\displaystyle ds^{2}=A\left(r\right)dr^{2}+r^{2}\,d\theta ^{2}+r^{2}\sin ^{2}\theta \,d\phi ^{2}+B\left(r\right)dt^{2}}
여기서 {\displaystyle A}, {\displaystyle B}는 {\displaystyle r}을 변수로 하는 아직 정의되지 않은 함수이다. 만약 {\displaystyle A} 또는 {\displaystyle B}가 어떤 점에서 0이면, 계량은 해당 점에서 특이점을 갖는다.

## 크리스토펠 기호 계산
위의 계량을 사용하여 첨자가 {\displaystyle (1,2,3,4)=(r,\theta ,\phi ,t)}과 같은 크리스토펠 기호를 찾는다.  {\displaystyle '}표시는 함수의 전체 도함수를 나타낸다.
{\displaystyle \Gamma _{ik}^{1}={\begin{bmatrix}A'/\left(2A\right)&0&0&0\\0&-r/A&0&0\\0&0&-r\sin ^{2}\theta /A&0\\0&0&0&-B'/\left(2A\right)\end{bmatrix}}}
{\displaystyle \Gamma _{ik}^{2}={\begin{bmatrix}0&1/r&0&0\\1/r&0&0&0\\0&0&-\sin \theta \cos \theta &0\\0&0&0&0\end{bmatrix}}}
{\displaystyle \Gamma _{ik}^{3}={\begin{bmatrix}0&0&1/r&0\\0&0&\cot \theta &0\\1/r&\cot \theta &0&0\\0&0&0&0\end{bmatrix}}}
{\displaystyle \Gamma _{ik}^{4}={\begin{bmatrix}0&0&0&B'/\left(2B\right)\\0&0&0&0\\0&0&0&0\\B'/\left(2B\right)&0&0&0\end{bmatrix}}}

## 장 방정식을 사용하여 A(r)와 B(r) 찾기
{\displaystyle A}와 {\displaystyle B}를 결정하기 위해, 진공 장 방정식
{\displaystyle R_{\alpha \beta }=\,0}
이 사용된다. 따라서,
{\displaystyle {\Gamma _{\beta \alpha ,\rho }^{\rho }}-\Gamma _{\rho \alpha ,\beta }^{\rho }+\Gamma _{\rho \lambda }^{\rho }\Gamma _{\beta \alpha }^{\lambda }-\Gamma _{\beta \lambda }^{\rho }\Gamma _{\rho \alpha }^{\lambda }=0\ }
이다. 여기서 아래 첨자에 있는 쉼표는 미분에 사용되는 좌표를 나타내는 데 사용된다. 리치 곡률은 주어진 좌표에서 대각이다.
{\displaystyle R_{tt}=-{\frac {1}{4}}{\frac {B'}{A}}\left({\frac {A'}{A}}-{\frac {B'}{B}}+{\frac {4}{r}}\right)-{\frac {1}{2}}\left({\frac {B'}{A}}\right)^{'}\,,}
{\displaystyle R_{rr}=-{\frac {1}{2}}\left({\frac {B'}{B}}\right)^{'}-{\frac {1}{4}}\left({\frac {B'}{B}}\right)^{2}+{\frac {1}{4}}{\frac {A'}{A}}\left({\frac {B'}{B}}+{\frac {4}{r}}\right)\,,}
{\displaystyle R_{\theta \theta }=1-\left({\frac {r}{A}}\right)^{'}-{\frac {r}{2A}}\left({\frac {A'}{A}}+{\frac {B'}{B}}\right)\,,}
{\displaystyle R_{\phi \phi }=\sin ^{2}(\theta )R_{\theta \theta }}
여기서 {\displaystyle '}은 각 함수의 {\displaystyle r}에 대한 도함수를 의미한다.
장 방정식 중 3개만이 자명하지 않으며 단순화하면 다음과 같다.
{\displaystyle 4A'B^{2}-2rB''AB+rA'B'B+rB'^{2}A=0\,,}
{\displaystyle rA'B+2A^{2}B-2AB-rB'A=0\,,}
{\displaystyle -2rB''AB+rA'B'B+rB'^{2}A-4B'AB=0}
(네 번째 방정식은 두 번째 방정식 양변에 {\displaystyle \sin ^{2}\theta } 곱한 식이다.) 첫 번째 방정식과 세 번째 방정식을 빼면 다음을 얻는다:
{\displaystyle A'B+AB'=0\Rightarrow A(r)B(r)=K}
여기서 {\displaystyle K}는 0이 아닌 실수 상수이다. {\displaystyle A(r)B(r)\,=K}임을 두 번째 방정식에 적용해 정리하면
{\displaystyle rA'=A(1-A)}
을 얻고, 이 방정식은 0이 아닌 실 상수 {\displaystyle S}에 대해 일반적인 해
{\displaystyle A(r)=\left(1+{\frac {1}{Sr}}\right)^{-1}}
를 가진다. 따라서 정적인 구형 대칭 진공 해에 대한 계량은
{\displaystyle ds^{2}=\left(1+{\frac {1}{Sr}}\right)^{-1}dr^{2}+r^{2}(d\theta ^{2}+\sin ^{2}\theta d\phi ^{2})+K\left(1+{\frac {1}{Sr}}\right)dt^{2}.}
위의 계량으로 표현되는 시공간은 점근적으로 평탄하다. 즉, {\displaystyle r\rightarrow \infty }일 때 계량은 민코프스키 계량에 접근하고 시공간 다양체는 민코프스키 공간과 유사하다.

## 약한 장 근사법을 사용하여 K와 S 찾기

이 다이어그램은 약한 장 근사를 사용하여 슈바르츠실트 해를 찾는 경로를 제공한다. 두 번째 행의 등식은 모션이 블랙홀에서 멀리 떨어진 곳에서 발생할 때(이 양의 무한대에 접근할 때) 원하는 해가 민코프스키 계량으로 퇴보한다고 가정하여 을 제공한다.

계량의 측지선(여기서 얻은 {\displaystyle ds})는 어떤 극한(예: 빛의 속도를 무한대로 보내기)에서 뉴턴 운동의 해(예: 라그랑주 방정식으로 구한 해)와 일치해야 한다. (계량은 나타내는 질량이 사라질 때 민코프스키 공간으로 제한해야 한다.)
{\displaystyle 0=\delta \int {\frac {ds}{dt}}dt=\delta \int (KE+PE_{g})dt}
여기서 {\displaystyle KE}는 운동 에너지이고 {\displaystyle PE_{g}}는 중력으로 인한 퍼텐셜 에너지이다. 상수 {\displaystyle K}와 {\displaystyle S}는 이 접근법의 일부 변형에 의해 완전히 결정된다. 약한 장 근사에서 다음 결과에 도달한다:
{\displaystyle g_{44}=K\left(1+{\frac {1}{Sr}}\right)\approx -c^{2}+{\frac {2Gm}{r}}=-c^{2}\left(1-{\frac {2Gm}{c^{2}r}}\right)}
여기서 {\displaystyle G}는 중력 상수 이고, {\displaystyle m}는 중력원의 질량이고 {\displaystyle c}는 빛의 속도이다. 그리고
{\displaystyle K=\,-c^{2},{\frac {1}{S}}=-{\frac {2Gm}{c^{2}}}}
이므로
{\displaystyle A(r)=\left(1-{\frac {2Gm}{c^{2}r}}\right)^{-1}} 그리고 {\displaystyle B(r)=-c^{2}\left(1-{\frac {2Gm}{c^{2}r}}\right)}
이 성립한다. 따라서 슈바르츠실트 계량은 최종적으로 다음과 같이 적을 수 있다.
{\displaystyle ds^{2}=\left(1-{\frac {2Gm}{c^{2}r}}\right)^{-1}dr^{2}+r^{2}(d\theta ^{2}+\sin ^{2}\theta d\phi ^{2})-c^{2}\left(1-{\frac {2Gm}{c^{2}r}}\right)dt^{2}}
한편,
{\displaystyle {\frac {2Gm}{c^{2}}}=r_{s}}
는 질량 {\displaystyle m}인 물체에 대한 슈바르츠실트 반지름의 정의이다. 따라서 슈바르츠실트 계량은 다음으로 대체하여 다시 적을 수 있다:
{\displaystyle ds^{2}=\left(1-{\frac {r_{s}}{r}}\right)^{-1}dr^{2}+r^{2}(d\theta ^{2}+\sin ^{2}\theta d\phi ^{2})-c^{2}\left(1-{\frac {r_{s}}{r}}\right)dt^{2}}
이는 계량이 사건의 지평에 접근하면서 (즉, {\displaystyle r\rightarrow r_{s}}) 특이점이 됨을 보여준다. 계량 특이점은 적절한 좌표 변환(예: 크루스칼-세케레스 좌표계)을 사용하여 특이점이 아니도록 표시할 수 있다. 따라서 계량 특이점은 물리적으로 중요한 해석을 가지지 않는다. 반면에, {\displaystyle r=0}에서 특이점은 중력 특이점이라 부르며, 물리적으로 중요한 의미를 지닌다.

## 특수한 경우에 알려진 물리학을 사용한 대체적 유도
슈바르츠실트 계량은 원형 궤도 및 임시적으로 고정된 점질량에 대한 알려진 물리학을 사용하여 유도될 수도 있다. 결정되지 않은 {\displaystyle A(r)}와 {\displaystyle B(r)}를 가진 다음 방정식에서 출발한다:
{\displaystyle -c^{2}=\left({ds \over d\tau }\right)^{2}=A(r)\left({dr \over d\tau }\right)^{2}+r^{2}\left({d\phi  \over d\tau }\right)^{2}+B(r)\left({dt \over d\tau }\right)^{2}.}
이제 오일러-라그랑주 방정식을 호 길이 적분{\displaystyle {J=\int _{\tau _{1}}^{\tau _{2}}{\sqrt {-\left({\text{d}}s/{\text{d}}\tau \right)^{2}}}\,{\text{d}}\tau }}에 적용한다. {\displaystyle ds/d\tau }가 상수이기 때문에, 피적분 함수를 {\displaystyle ({\text{d}}s/{\text{d}}\tau )^{2}}으로 대체할 수 있다. 오일러-라그랑주 방정식은 피적분 함수에 상수를 곱하면 정확히 동일하기 때문이다. 오일러-라그랑주 방정식을 수정된 피적분 함수로 바꾼 {\displaystyle J}에 적용하면 다음을 얻는다:
{\displaystyle {\begin{array}{lcl}A'(r){\dot {r}}^{2}+2r{\dot {\phi }}^{2}+B'(r){\dot {t}}^{2}&=&2A'(r){\dot {r}}^{2}+2A(r){\ddot {r}}\\0&=&2r{\dot {r}}{\dot {\phi }}+r^{2}{\ddot {\phi }}\\0&=&B'(r){\dot {r}}{\dot {t}}+B(r){\ddot {t}}\end{array}}}
여기서 위의 점은 {\displaystyle \tau }에 대한 미분을 나타낸다.
원형 궤도에서 {\displaystyle {\dot {r}}={\ddot {r}}=0}이 성립하므로, 위의 첫 번째 오일러-라그랑주 방정식은 다음과 같다:
{\displaystyle 2r{\dot {\phi }}^{2}+B'(r){\dot {t}}^{2}=0\Leftrightarrow B'(r)=-2r{\dot {\phi }}^{2}/{\dot {t}}^{2}=-2r(d\phi /dt)^{2}.}
케플러의 행성 운동 제3법칙은
{\displaystyle {\frac {T^{2}}{r^{3}}}={\frac {4\pi ^{2}}{G(M+m)}}.}
주기 {\displaystyle T}가  {\displaystyle 2\pi /(d\phi /dt)}인 원형 궤도에서 다음을 암시한다:
{\displaystyle \left({d\phi  \over dt}\right)^{2}=GM/r^{3}}
왜냐하면, 점 질량 {\displaystyle m}을 중심 물체의 질량 {\displaystyle M}에 비해 무시할 수 있기 때문이다. 그래서 {\displaystyle B'(r)=-2GM/r^{2}}이고 이를 적분하면{\displaystyle B(r)=2GM/r+C}이다. 여기서 {\displaystyle C}는 알 수 없는 적분 상수이다. {\displaystyle C}는 {\displaystyle M=0}일 때를 설정하여 결정할 수 있다. 이 경우 시공간은 평평하고 {\displaystyle B(r)=-c^{2}.} 따라서 {\displaystyle C=-c^{2}}이고
{\displaystyle B(r)=2GM/r-c^{2}=c^{2}(2GM/c^{2}r-1)=c^{2}(r_{s}/r-1).}
이 된다. 점질량이 일시적으로 정지해 있을 때, {\displaystyle {\dot {r}}=0}이고 {\displaystyle {\dot {\phi }}=0.} 원래 계량 방정식은  {\displaystyle {\dot {t}}^{2}=-c^{2}/B(r)}이 되며 위의 첫 번째 오일러-라그랑주 방정식은 {\displaystyle A(r)=B'(r){\dot {t}}^{2}/(2{\ddot {r}})}이 된다. 점질량이 일시적으로 정지해 있을 때, {\displaystyle {\ddot {r}}}는 중력 가속도{\displaystyle -MG/r^{2}}이다. 그래서
{\displaystyle A(r)=\left({\frac {-2MG}{r^{2}}}\right)\left({\frac {-c^{2}}{2MG/r-c^{2}}}\right)\left(-{\frac {r^{2}}{2MG}}\right)={\frac {1}{1-2MG/(rc^{2})}}={\frac {1}{1-r_{s}/r}}.}

## 등방 좌표의 대체 형식
계량의 원래 공식은 빛의 속도가 방사형과 가로 방향에서 동일하지 않은 이방성 좌표를 사용한다. 아서 스탠리 에딩턴은 등방성 좌표에서 다른 형식을 제공했다. 등방성 구형 좌표의 경우 {\displaystyle r_{1}}, {\displaystyle \theta }, {\displaystyle \phi }, 좌표 {\displaystyle \theta } 그리고 {\displaystyle \phi } 변경되지 않은 다음 (제공된 {\displaystyle r\geq {\frac {2Gm}{c^{2}}}})
{\displaystyle r=r_{1}\left(1+{\frac {Gm}{2c^{2}r_{1}}}\right)^{2}},{\displaystyle dr=dr_{1}\left(1-{\frac {(Gm)^{2}}{4c^{4}r_{1}^{2}}}\right)}, 그리고
{\displaystyle \left(1-{\frac {2Gm}{c^{2}r}}\right)=\left(1-{\frac {Gm}{2c^{2}r_{1}}}\right)^{2}/\left(1+{\frac {Gm}{2c^{2}r_{1}}}\right)^{2}}
그런 다음 등방 직사각형 좌표의 경우 {\displaystyle x}, {\displaystyle y}, {\displaystyle z},
{\displaystyle x=r_{1}\,\sin(\theta )\,\cos(\phi )\quad ,}   {\displaystyle y=r_{1}\,\sin(\theta )\,\sin(\phi )\quad ,}   {\displaystyle z=r_{1}\,\cos(\theta )}
계량은 등방 직사각형 좌표에서 다음과 같이 된다.
{\displaystyle ds^{2}=\left(1+{\frac {Gm}{2c^{2}r_{1}}}\right)^{4}(dx^{2}+dy^{2}+dz^{2})-c^{2}dt^{2}\left(1-{\frac {Gm}{2c^{2}r_{1}}}\right)^{2}/\left(1+{\frac {Gm}{2c^{2}r_{1}}}\right)^{2}}

## 정적 가정 생략하기 – 버코프의 정리
슈바르츠실트 계량을 유도할 때 계량이 진공, 구형 대칭 및 정적 이라고 가정했다. 버코프의 정리는 중력장 방정식 구형 대칭 진공 해가 고정되어 있다고 명시하므로 정적 가정은 필요하지 않다. 따라서 슈바르츠실트 해는 다음과 같다. 버코프의 정리는 구형 대칭을 유지하는 맥동 별이 중력파를 생성하지 않는다는 결과를 가져온다. 별 외부 영역은 정적 상태로 유지되기 때문이다.

## 같이 보기
- 칼 슈바르츠실트
- 커 계량
- 라이스너-노르드스트룀 계량

## 참고 문헌
1. ↑  Brown, Kevin. “Reflections on Relativity”.
2. ↑  A S Eddington, "Mathematical Theory of Relativity", Cambridge UP 1922 (2nd ed.1924, repr.1960), at page 85 and page 93. Symbol usage in the Eddington source for interval s and time-like coordinate t has been converted for compatibility with the usage in the derivation above.
3. ↑  Buchdahl, H. A. (1985). “Isotropic coordinates and Schwarzschild metric”. 《International Journal of Theoretical Physics》 24 (7): 731–739. Bibcode:1985IJTP...24..731B. doi:10.1007/BF00670880.